# Franco Patria
Franco Patria (* 24. Februar 1943 in Turin; † 11. Oktober 1964 auf der Rennstrecke von Montlhéry) war ein italienischer Rallye- und Rundstreckenrennfahrer.

## Karriere
Franco Patria gehörte zu Beginn der 1960er-Jahre neben Giancarlo Baghetti, Lorenzo Bandini, Bruno Deserti und Giacomo Russo zu einer Gruppe hochtalentierter aufstrebender italienischer Rennfahrer. Obwohl seine Karriere nur kurz war, da er als 21-Jähriger auf der Rennpiste den Tod fand, konnte er einige Erfolge als Fahrer vorweisen. Patria machte seine erste Rennerfahrungen in der Scuderia Grifone of Genova, der neben ihm auch Luigi Taramazzo und Leo Cella angehörten. Mit beiden verband Patria eine enge Freundschaft.
Nach nur acht Renneinsätzen bei nationalen Rennen unterschrieb Patria Anfang 1963 einen Vertrag bei Lancia Corse. Auch Cella wurde dort Werksfahrer. Schon der erste Einsatz der zwei jungen Italiener führte zu einem großen Erfolg. Mit Patria und Cella am Steuer von zwei Lancia Flavias feierte die Lancia-Mannschaft bei der Rallye dei Fiori einen Doppelsieg, mit Patria an der ersten Stelle. Bei der Targa Florio dieses Jahres erreichten Patria und Cella den elften Gesamtrang. Patria bestritt 1963 auch Rennen in der Tourenwagen-Europameisterschaft und im italienischen Championat, wo er für Lancia den Titel eines italienischen Tourenwagenmeisters in der Klasse für Wagen bis 1,6 Liter Hubraum gewann.
1964 wechselte Patria zu Abarth und ging in der Sportwagen-Weltmeisterschaft an den Start. Beim 1000-km-Rennen auf dem Nürburgring war der Deutsche Kurt Ahrens sein Partner; das Duo fiel nach einem technischen Defekt aus. Bei der Coppa Cittá di Enna wurde er Zweiter hinter seinem Teamkollegen Hans Herrmann. Er fuhr in diesem Jahr auch erfolgreich Bergrennen und gab sein Debüt in der Formel 3.

## Tod in Montlhéry
Patria wurde am 11. Oktober 1964 beim 1000-km-Rennen von Paris in den Unfall von Peter Lindner verwickelt und fand auf tragische Weise den Tod. Patria hatte den in seiner Klasse führenden Abarth-Simca 1300 Bialbero von Luigi Taramazzo übernommen und war mit neuen Reifen und vollem Tank auf dem Weg aus der Boxengasse zurück auf die Strecke. Die Boxengasse war in Montlhéry nur durch Strohballen von der Strecke getrennt. Um für ein Mindestmaß an Sicherheit zu sorgen, überwachten zwei Ordner und ein Sportkommissar, unter ihnen der ehemalige Rennfahrer Jean Pairard, die Ausfahrt und ließen nur dann Wagen wieder auf die Strecke, wenn diese frei war. Als Patria an der Ausfahrt wartete, kam Peter Lindner auf der regennassen Strecke aus der Steilkurve vor Start und Ziel, schien zu bremsen und geriet ins Schleudern. Lindner verlor auf der glatten Bahn die Herrschaft über den Jaguar, berührte die Strohballen, wobei sich Fahrzeugteile lösten. Der Wagen wurde etwa zehn Meter hochgeschleudert, drehte sich um die eigene Achse, sodass Lindner hinausstürzte. Der Jaguar traf Patrias Abarth mit voller Wucht und drückte ihn gegen eine Mauer. Franco Patria wie auch die in unmittelbarer Nähe stehenden Ordner und der Sportkommissar waren sofort tot. Peter Lindner war zunächst noch bei Bewusstsein, starb jedoch trotz Bluttransfusion wenig später im Krankenhaus an seinen schweren inneren Verletzungen. – Das Rennen ging weiter und endete mit einem Erfolg von Graham Hill und Joakim Bonnier auf einem Ferrari 330P.

## Statistik

### Einzelergebnisse in der Sportwagen-Weltmeisterschaft
| Saison | Team      | Rennwagen                                    | 1   | 2   | 3   | 4   | 5   | 6   | 7   | 8   | 9   | 10  | 11  | 12  | 13  | 14  | 15  | 16  | 17  | 18  | 19  | 20  | 21  | 22  |
| ------ | --------- | -------------------------------------------- | --- | --- | --- | --- | --- | --- | --- | --- | --- | --- | --- | --- | --- | --- | --- | --- | --- | --- | --- | --- | --- | --- |
| 1963   | Leo Cella | Lancia Flaminia Lancia Flavia                | DAY | SEB | SEB | TAR | SPA | MAI | NÜR | CON | ROS | LEM | MON | WIS | TAV | FRE | CCE | RTT | OVI | NÜR | MON | MON | TDF | BRI |
| 1963   | Leo Cella | Lancia Flaminia Lancia Flavia                |     |     |     | 11  |     |     |     | 17  |     |     |     |     |     |     |     |     |     |     |     |     | DNF |     |
| 1964   | Abarth    | Abarth-Simca 2000 Abarth-Simca 1300 Bialbero | DAY | SEB | TAR | MON | SPA | CON | NÜR | ROS | LEM | REI | FRE | CCE | RTT | SIM | NÜR | MON | TDF | BRI | BRI | PAR |     |     |
| 1964   | Abarth    | Abarth-Simca 2000 Abarth-Simca 1300 Bialbero |     |     | DNF | 1   | 16  |     | DNF |     |     |     | 2   | 2   |     | 4   |     | DNF | DNF |     |     | DNF |     |     |